# Port Essington
Pour les articles homonymes, voir Essington.
Cet article concerne la colonie. Pour l'œuvre musicale, voir Port Essington (Sculthorpe).
Port Essington est une baie de la péninsule de Cobourg et un site historique du parc national Garig Gunak Barlu dans le Territoire du Nord australien. C'est le site d'une première tentative de colonisation britannique qui n'existe plus que sous la forme de ruines.

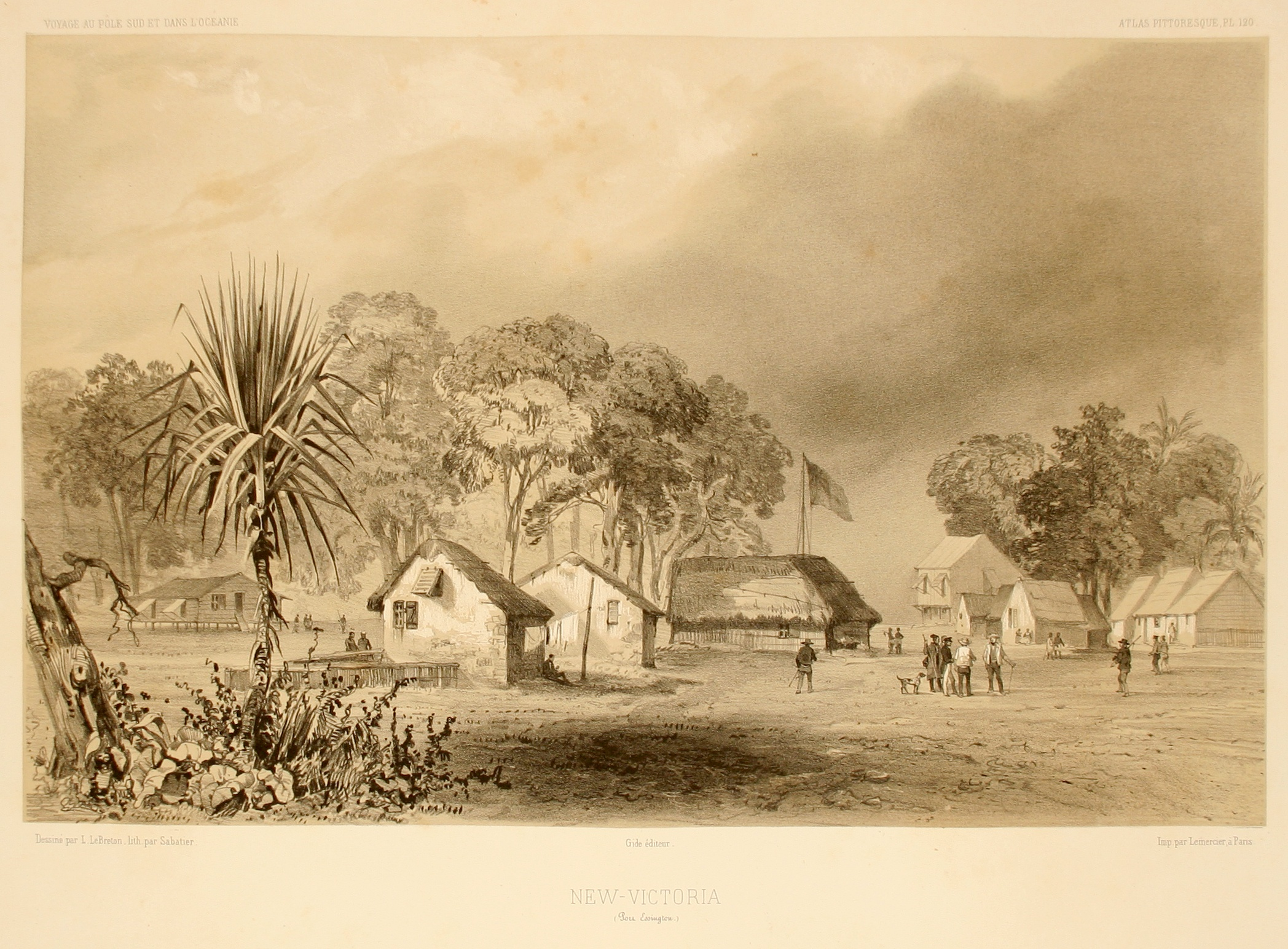
New Victoria en 1839. Lithographie de Voyage au Pôle Sud et en Océanie de Jules Dumont d'Urville.

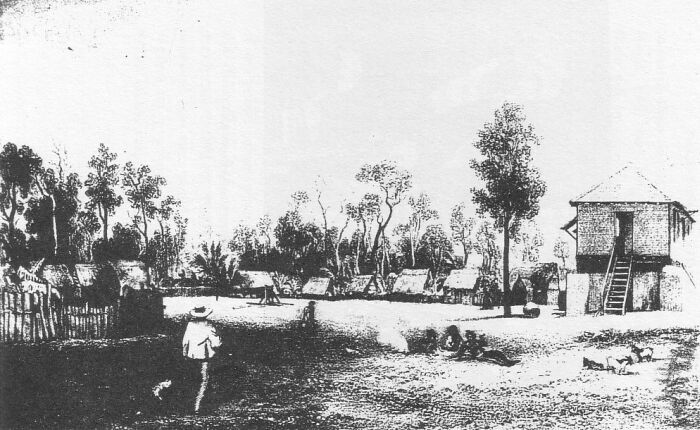
Port Essington tel qu'illustré dans le récit de son expédition par Ludwig Leichhardt.

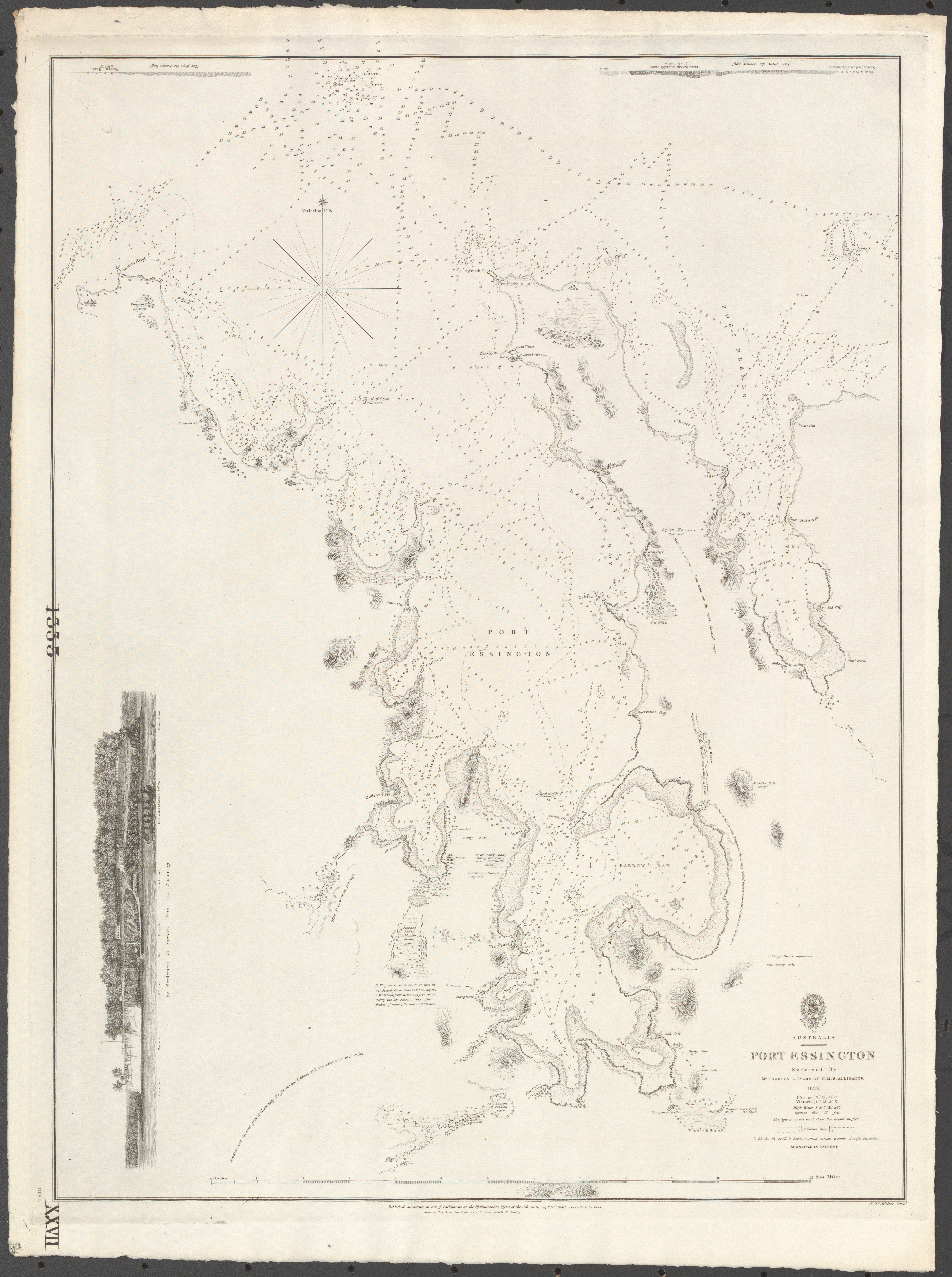
Carte nautique de Port Essington montrant la colonie Victoria étudiée par Charles Tyers en 1839.

## Fondation
En août 1618, Lenaert Jacobszoon, capitaine du vaisseau de la Compagnie néerlandaise des Indes orientales le Mauritius, marque le point à l'entrée de ce qui sera plus tard nommé Port Essington, sous le nom de Kape Schildpad (Cap de la Tortue) sur les cartes hollandaises.
Au début du XIXe siècle, le gouvernement britannique souhaite établir une colonie sur la côte nord de l'Australie afin de faciliter le commerce avec l'Asie.
Le 23 avril 1818, Port Essington est ainsi nommé par Philip Parker King à bord du Mermaid (en), en mémoire de son ami le vice-amiral Sir William Essington (en) qui commandait le Triumph à la bataille de Camperdown en octobre 1797.
Sir James John Gordon Bremer (en) prend possession du continent le 20 septembre 1824 et fonde l'éphémère colonie. Un chef local, Medlone (en), également connu sous le nom de Jack Davis, sert d'intermédiaire dans les relations avec le peuple aborigène. Port Essington est la première proposition de colonie mais Fort Dundas (en) sur l'île Melville et Fort Wellington (en) à Raffles Bay (en) ont finalement la faveur. En 1831, une petite station est construite dans la région, sur les terres du peuple Wurango (en), dans l'objectif d'en faire un port d'attache pour les navires mais elle est rarement utilisée.
Après l'échec de Fort Dundas et de Fort Wellington, le site de Port Essington est à nouveau envisagé. Une colonie, officiellement nommée Victoria Settlement en hommage à la jeune reine Victoria mais plus connue sous le nom de Port Essington, est établie par Gordon Bremer en 1838 et étudiée par Charles Tyers (en) en 1839. Elle se compose de vingt-quatre maisons et d'un hôpital. Une description du port et de la colonie est communiquée à la Royal Geographical Society en 1839.
Alors que le gouvernement britannique a l'intention de faire de Port Essington un port commercial majeur le long des lignes de Singapour, la nouvelle colonie souffre des mêmes conditions défavorables qui avaient déjà affecté Fort Dundas et Fort Wellington. La colonie manque de ressources, de provisions et de main-d'œuvre qualifiée. Alors que certains bâtiments préfabriqués sont amenés de Sydney, beaucoup doivent être construits avec les matériaux qui peuvent être trouvés dans la région et, en raison de l'absence de qualification des bâtisseurs, beaucoup d'entre eux sont de mauvaise qualité. La maladie est également endémique au sein de la petite population et les conditions de vie médiocres. Port Essington a du mal à attirer les colons et l'endroit est détesté par les troupes qui y sont stationnées.

## Échecs
Port Essington subit un nouveau revers lorsque la colonie est détruite par un cyclone le 25 novembre 1839. Le cyclone tue douze personnes. Le Pelorus (en) s'échoue et provoque une vague-submersion de 3,2 mètres. La colonie est reconstruite avec quelques bâtiments en pierre et en brique, grâce à l'aide d'un briquetier qui avait fait naufrage pendant la tempête.
Malgré ces revers, il y a toujours un espoir rampant de voir Port Essington briser la malédiction, comme en témoigne l'expédition en 1844-1845 de Ludwig Leichhardt. Le gouvernement de la Nouvelle-Galles du Sud espère établir une ligne de communication directe avec l'Asie, l'Inde et le Pacifique, et soutient le voyage de Leichhardt qui trace avec succès une route terrestre entre la baie Moreton et Port Essington,.
En 1844, un groupe de condamnés, qui comprend des maçons et des carriers, est déporté à Port Essington. Ils construisent un hôpital d'une certaine qualité. En 1846, le père Angelo Confalonieri (it) décide de fonder une mission catholique à proximité, dans l'objectif de convertir la population locale. Il rencontre un certain succès, convertissant environ 400 personnes, mais il meurt d'une mauvaise fièvre en 1848 et la mission s'éteint avec lui. Port Essington n'arrive toujours pas à attirer les colons et il devient de plus en plus clair à la fois que les travaux de 1844 sont arrivés trop tard et que la colonie n'est pas viable. Peu de temps avant sa fermeture, le scientifique britannique Thomas Henry Huxley écrit que Port Essington est « l'endroit le plus misérable, le climat le plus insalubre, les êtres humains les plus inconfortables et les maisons dans le plus grand état de pourriture et de délabrement ».

## Abandon
Enfin, en 1849, Port Essington est, comme les deux précédentes tentatives, abandonné. La disparition de la colonie signe la fin des tentatives britanniques d'occuper la côte nord. Il y aura une autre tentative infructueuse, par le Gouvernement de l'Australie-Méridionale et Frederick Henry Litchfield (en) en 1864, à Escape Cliffs (en) (également connu sous le nom de Palmerston) près de l'embouchure de la rivière Adelaide, avant que la première colonie permanente ne soit établie à Darwin (également initialement connue sous le nom de Palmerston), en 1869.

## Période contemporaine
L'unique pièce de théâtre jamais représentée à Port Essington, une comédie en cinq actes de Frederic Reynolds (en), Cheap Living (1797), est donnée le 24 août 1839 dans les décors et costumes d'Owen Stanley (en). La pièce est à nouveau jouée en 2010 grâce à une subvention du gouvernement du Territoire du Nord, avec Tom Pauling (en), administrateur du Territoire, en narrateur.
Une carte détaillée de l'itinéraire de Ludwig Leichhardt en Australie de Moreton Bay à Port Essington (1844-1845), à partir de sa carte originale, ajustée et dessinée par John Arrowsmith (en), a été classée #8 dans l'exposition « Top 150: Documenting Queensland » lors de sa tournée dans le Queensland de février 2009 à avril 2010. L'exposition faisait partie des événements et du programme d'expositions des Archives de l'État du Queensland (en) qui ont contribué aux célébrations du cent-cinquantième anniversaire de la séparation du Queensland (en) d'avec la Colonie de Nouvelle-Galles du Sud
Les ruines de Port Essington existent encore aujourd'hui et, si l'accès est difficile, il est possible par plusieurs moyens : il est possible de suivre des circuits qui peuvent être organisés à Darwin ou de voyager seul dans la région en 4x4 ou en bateau. Les ruines se trouvant sur des terres aborigènes, un permis doit d'abord être obtenu. Des chalets et certains sites de camping sont disponibles à la station Black Point Ranger.
Le prénom de l'industriel australien Essington Lewis (en) est un hommage à la colonie de Port Essington.
En 1977, le compositeur Peter Sculthorpe écrit Port Essington pour orchestre à cordes inspirée de la colonie.